# Terelle
Terelle is een gemeente in de Italiaanse provincie Frosinone (regio Latium) en telt 570 inwoners (31-12-2004). De oppervlakte bedraagt 31,7 km², de bevolkingsdichtheid is 19 inwoners per km².

## Demografie
Terelle telt ongeveer 263 huishoudens. Het aantal inwoners daalde in de periode 1991-2001 met 14,6% volgens cijfers uit de tienjaarlijkse volkstellingen van ISTAT.
| Jaar | Inwoneraantal |
| ---- | ------------- |
| 1991 | 706           |
| 2001 | 603           |

## Geografie
De gemeente ligt op ongeveer 905 m boven zeeniveau.
Terelle grenst aan de volgende gemeenten: Atina, Belmonte Castello, Casalattico, Cassino, Colle San Magno, Piedimonte San Germano, Sant'Elia Fiumerapido, Villa Santa Lucia.